# Strzyga (album)
Strzyga – album studyjny polskiego zespołu folkmetalowego Percival Schuttenbach. Wydawnictwo ukazało się 7 października 2016 roku, nakładem wytwórni Sony Music Entertainment Poland. 
Na płycie znaleźć można 13 utworów (oraz jeden bonusowy – cover) będących mieszanką utworów z poprzednich albumów grupy, oraz kompozycji całkowicie nowych. Teksty i melodie utworów są zarówno inspirowane pieśniami ludowymi Słowian ("Pani Pana", "Lazare", "Aziareczka", "Sokol mi leta vysoko") jak i są tworzone w pełni przez muzyków.
Album został nagrany w kwietniu 2016 roku, w gdańskim studiu Custom34.

## Lista utworów
Opracowano na podstawie materiału źródłowego
| Nr | Tytuł utworu             | Kraj/region pochodzenia | Długość |
| -- | ------------------------ | ----------------------- | ------- |
| 1  | Marysia                  |                         | 2:47    |
| 2  | Rodzanice                |                         | 2:46    |
| 3  | Pocałunek                |                         | 4:30    |
| 4  | Alhambra                 |                         | 7:05    |
| 5  | Lazare                   | Bułgaria                | 4:42    |
| 6  | Buba                     |                         | 4:39    |
| 7  | Gdy Rozum Śpi            |                         | 4:52    |
| 8  | Aziareczka               | Białoruś                | 4:28    |
| 9  | Pani Pana                | Polska                  | 5:02    |
| 10 | Miesiac                  | Polesie                 | 6:50    |
| 11 | Sargon                   |                         | 4:17    |
| 12 | Sokol mi leta vysoko     | Macedonia               | 6:50    |
| 13 | Rosa                     | Podlasie                | 2:44    |
| 14 | Wóda Zryje Banie (cover) |                         | 3:13    |